# کاچپر اوربانسکی
کاچپر اوربانسکی (انگلیسی: Kacper Urbański؛ زادهٔ ۷ سپتامبر ۲۰۰۴) بازیکن فوتبال است.
از باشگاه‌هایی که در آن بازی کرده‌است می‌توان به باشگاه فوتبال لخیا گدانسک اشاره کرد.
وی همچنین در تیم‌های ملی فوتبال نوجوانان و جوانان لهستان بازی کرده‌است.